# Pique-nique en pyjama
Pour l’article homonyme, voir The Pajama Game.
Pour plus de détails, voir Fiche technique et Distribution.
Pique-nique en pyjama (titre original : The Pajama Game) est un film musical américain réalisé par Stanley Donen et George Abbott, sorti en 1957.

## Synopsis
Myron Hasler (Ralph Dunn (en)), vice-président de la compagnie de pyjamas Sleeptite, sise à Cedar Rapids dans l’Iowa embauche Sid Sorokin (John Raitt), comme nouveau directeur de l'usine, avec qui les ouvriers syndiqués devront composer. Sid, dans ses négociations avec le syndicat, doit principalement traiter avec « Prez », le président du syndicat (Jack Straw), et Katie Williams (Doris Day) - Babe pour ses amis - la présidente du comité des litiges du syndicat. Babe fait bien son travail syndical car elle sait à quel point les revendications de ses membres sont légitimes et à quel point il est difficile de les faire valoir auprès de la direction. Malgré leurs luttes professionnelles entre la direction et le syndicat, Sid et Babe sont tous deux attirés l'un par l'autre, ce que Sid est plus disposé à reconnaître que Babe. Mais leurs vies professionnelles et personnelles ne peuvent peut-être pas se mélanger, d'autant plus que le syndicat a un litige  en suspens pour une augmentation salariale générale de 7½ cents de l'heure, ce qui alignerait leurs salaires sur la norme de l'industrie. Malgré les bons résultats de l'entreprise, Hasler a jusqu'à présent refusé l'augmentation, en rejetant la faute sur le conseil d'administration qui doit l'approuver. Cette impasse pourrait ruiner toute chance d'une relation personnelle entre Babe et Sid, à moins que ce problème ne soit résolu, ce qui ne semble pas devoir se produire sans des mesures drastiques de l'une ou des deux parties.

## Fiche technique
- Titre : Pique-nique en pyjama
- Titre original : The Pajama Game
- Réalisation : Stanley Donen et George Abbott
- Scénario : George Abbott et Richard Bissel d'après leur comédie musicale et le roman 7½ Cents de Richard Bissel
- Production : Stanley Donen et George Abbott
- Société de production : Warner Bros. Pictures
- Musique : Richard Adler, Jerry Ross (Composer), Ray Heindorf (non crédité) et Howard Jackson (non crédité)
- Chorégraphie : Bob Fosse
- Photographie : Harry Stradling Sr.
- Montage : William H. Ziegler
- Direction artistique : Malcolm C. Bert (en)
- Décors : William L. Kuehl
- Costumes : Jean Eckart et William Eckart
- Pays de production :  États-Unis
- Format : Couleur Warnercolor - Son : Mono (RCA Sound Recording)
- Genre : film musical, comédie dramatique, romance
- Durée : 101 minutes
- Date de sortie : États-Unis : 29 août 1957 (New York)
- Affiches : Bill Gold (États-Unis), Jean Mascii (France)

## Distribution
- Doris Day : Katherine « Babe » Williams
- John Raitt : Sid Sorokin
- Carol Haney : Gladys Hotchkiss
- Eddie Foy Jr. : Vernon Hines
- Reta Shaw : Mabel
- Barbara Nichols : Poopsie
- Thelma Pelish : Mae
- Ralph Dunn : Myron Hasler
- Jack Straw : Prez
- Harvey Evans (non crédité) : un danseur